# Las Ventas (La Rioja)

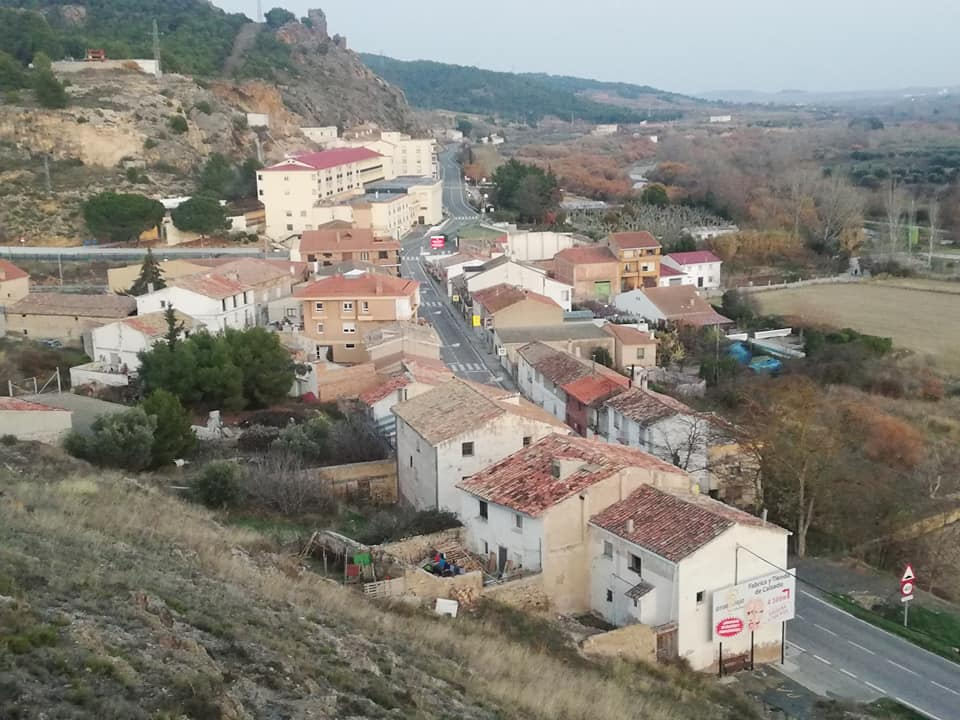
La Avenida de La Rioja es la Calle principal de Ventas del Baño. Al pasar el puente, ya en Navarra, se convierte en la carretera de Fitero

Ventas del Baño, Las Ventas de Cervera o Las Ventas es una localidad-pedanía de la comunidad autónoma de La Rioja (España), perteneciente al municipio de Cervera del Río Alhama, de la cual dista unos 8 km. Está situada en la frontera con Navarra, a poco más de 3 km de Fitero.

## Toponimia
A pesar de ser una localidad pequeña, tiene tres nombres: Ventas del Baño, Las Ventas de Cervera o Las Ventas. Por cualquiera de estos tres nombres es conocida la población, aunque en el caso de Las Ventas de Cervera también se le diera este nombre a la localidad de Valverde en el siglo XX, según constaba en algunas casetas de camineros o algún mojón para señalar los puntos de los km que había en el siglo pasado en la actual carretera LR-123

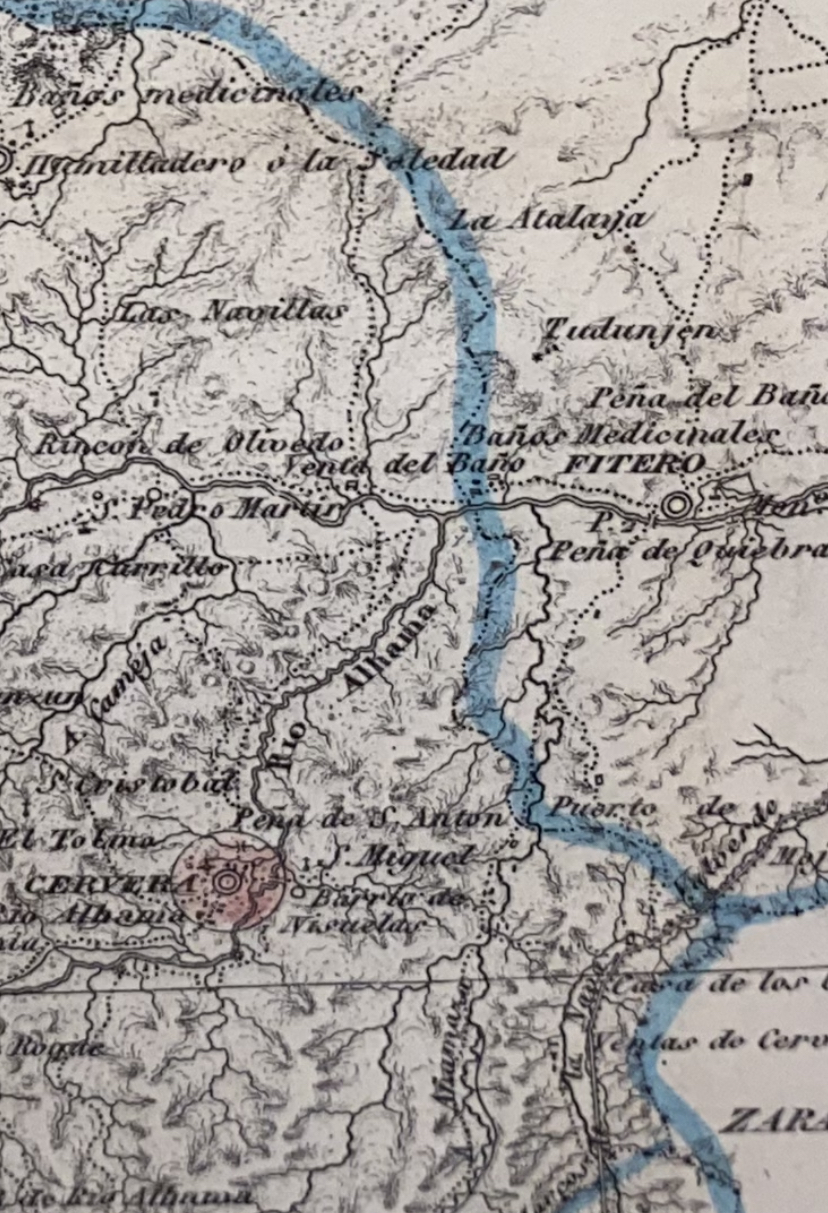
Francisco Coello en 1851 publica el mapa de la provincia de Logroño en la que puede apreciarse el nombre de la Venta del Baño

Ateniéndonos a la historia será Ventas del Baño el nombre histórico y auténtico de la población. Al menos eso puede deducirse si tenemos en cuenta los documentos escritos en los que aparece citada esta pedanía. Pascual Madoz la cita por tes veces en su obra Diccionario Geográfico, Estadístico, Histórico de España (1847), refiriéndose a la Venta del Baño como lugar enclavado en el cruce de caminos entre Tudela, Alfaro y Cervera del río Alhama. También aparece con este nombre en algunos mapas del siglo XIX, como ocurre en el mapa de la provincia de Logroño de Francisco Coello, publicado en 1851.
El Ministerio de Educación y Ciencia nombraba a la escuela de la localidad como Escuela Nacional Mixta de Ventas del Baño, y así estaba puesto en un cartel, en su interior, en la pared oeste, junto a la mesa de la maestra. Ese mismo nombre figuraba en el nombramiento de la maestra como titular de la plaza y en las cartillas de escolaridad del alumnado que pasó por aquella escuela en el tiempo que estuvo abierta a mediados del siglo XX.
Es a partir de los años 80 del siglo XX cuando empieza a figurar también el nombre de Las Ventas de Cervera. La única razón parece ser que es que la localidad pertenece al municipio de Cervera del río Alhama. El tercer nombre, simplemente Las Ventas se utiliza más al hablar por economizar palabras y por la rapidez al nombrar la localidad.

## Historia
En las inmediaciones de lo que hoy es Ventas del Baño, existió en la Edad del Hierro un poblado de cazadores y pastores que eligieron la Peña del Saco para establecerse. Es éste uno de los primeros asentamientos poblacionales de que se tiene noticia en la Zona. El poblado fue incendiado violentamente hacia el siglo IV A C. No fue destruido completamente y fue reconstruido, pero, unos tres siglos más tarde, en fecha próxima a la Era Cristiana fue arrasado de nuevo. 
En la Edad Media, a comienzos del siglo XII, antes de que los monjes cistercienses se establecieran en Fitero, se tiene noticia de un poblado llamado Tudején, que estaba enclavado en las inmediaciones de las aguas termales, por tanto muy cerca de lo que hoy es Ventas del Baño. Su territorio era bastante extenso, comprendiendo, entre otros términos, el regadío de La Serna, que pertenece actualmente a la localidad. Sus vecinos estaban organizados en concejo y tenía incluso iglesia parroquial dedicada a San Valentín. 

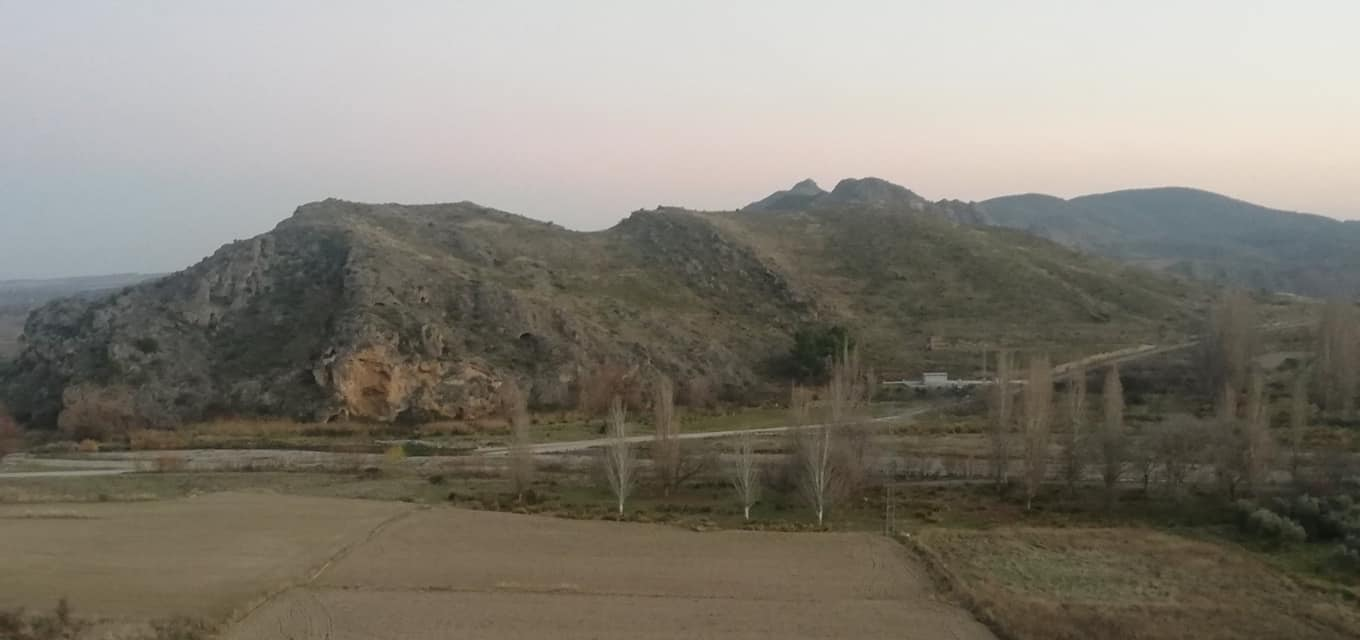
La Peña del Saco, también llamada, Cerro Saco, fue el primer asentamiento poblacional de la zona

La actual localidad de Ventas del Baño tiene una historia reciente, con pocos años de existencia como tal. Eso podemos deducir si nos fiamos de los documentos escritos. En el Diccionario de Govantes, escrito en 1846, pero en el que se mencionan datos de la Zona correspondientes a 1594, no aparece. Lo mismo ocurre en el catastro del Marqués de la Ensenada (1751). En esta obra se hace un estudio muy exhaustivo de las localidades de la Comarca de Cervera del río Alhama y en él no aparece Ventas del Baño, lo que hace suponer que en aquella época no existía como núcleo poblacional. Pero será 
Pascual Madoz en su obra Diccionario Geográfico, Estadístico, Histórico de España (1847) quien cite tres veces la existencia de la Venta del Baño, que la sitúa junto al balneario, justo en el lugar en el que se cruzaban los caminos principales entre Cervera del río Alhama, Tudela y Alfaro. Es esta Venta de la que habla Pascual Madoz, llamada la Venta del Baño, el origen de la población actual. Posteriormente fueron surgiendo otras posadas o ventas dando lugar a Ventas del Baño, nombre auténtico e histórico de la localidad.
A finales del siglo XIX y principios del siglo XX la población se va asentando en el lugar. Será en los años cuarenta del siglo XX cuando se crea la escuela nacional y la parroquia. La escuela estuvo abierta hasta 1970, año en el que se crearon las concentraciones escolares. La parroquia está dedicada a San Pedro Apóstol y tiene un bonito y curioso retablo de alabastro. El cementerio parroquial se construye en esos años, al norte de la localidad. Su primer enterramiento data de enero de 1949.

## Geografía
La localidad de Ventas del Baño está situada al sureste de la comunidad autónoma de La Rioja, en el municipio de Cervera del río Alhama, limitando con el municipio de Fitero y con la Comunidad Foral de Navarra. El río Alhama pasa al sur de la población en dirección oeste-este. Además, el Barranco del Baño recorre la localidad de norte a sur y sirve de muga con Navarra. Este Barranco vierte sus aguas en el río Alhama debajo de la Peña del Saco.
Su relieve es abrupto e irregular. La localidad está rodeada de montañas. Así podemos situar el Monte Redondo y la Cantera de la Rate al Norte, el Cerro Saco y el Mediano al Sur, la Peña del Baño al Este y el Cerrillo al Oeste.

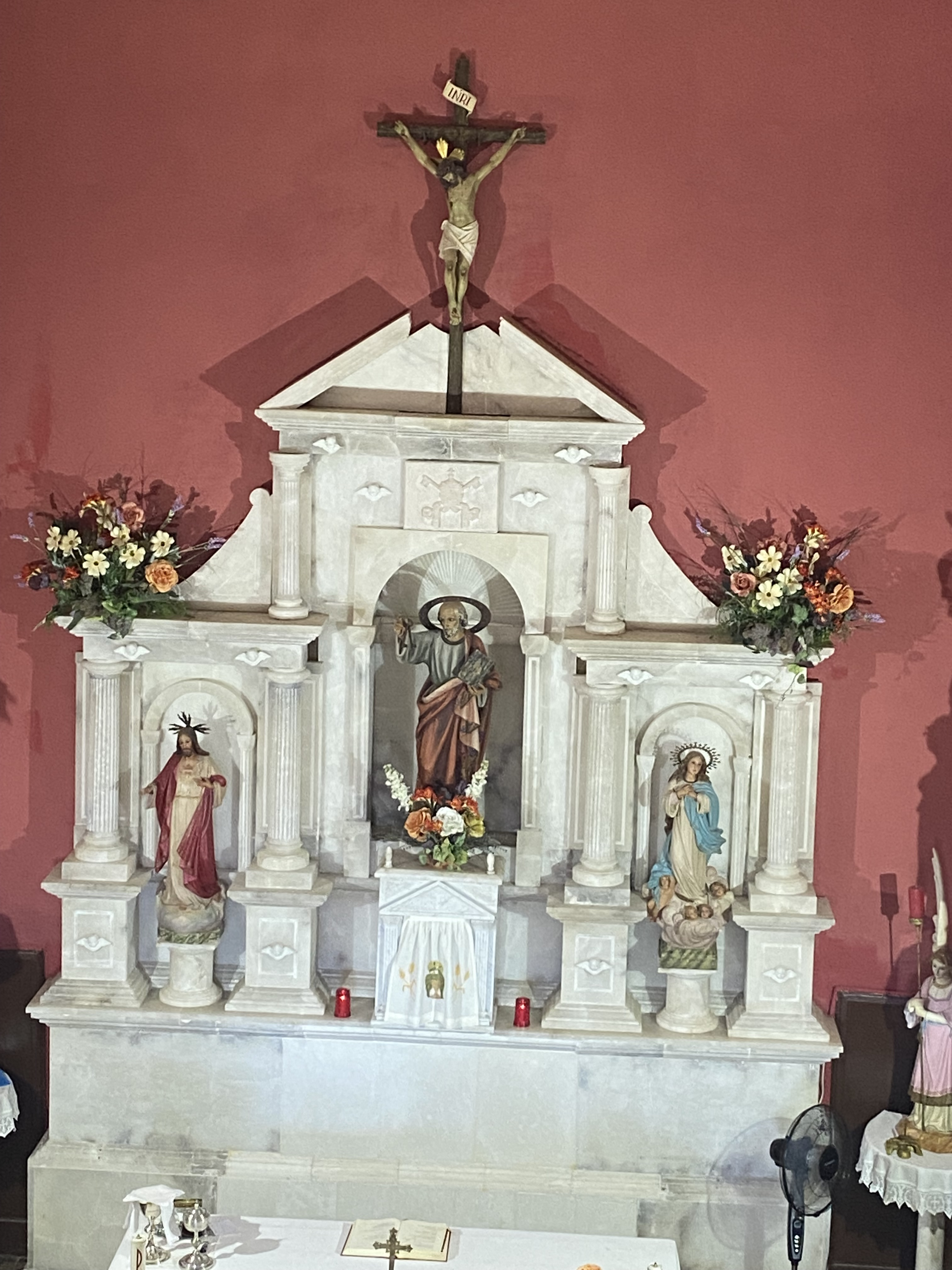
Retablo en alabastro de la iglesia parroquial de San Pedro Apóstol

### Naturaleza
La zona tiene interesantes valores naturales, entre los que destacan:
- La vega del río Alhama
- La vega del río Linares
- La vega del río Añamaza
- El embalse de Añamaza

En las inmediaciones de esta localidad, el Río Linares se une al río Alhama, en el paraje denominado Ambos-ríos. Ahí el río Alhama alcanza un máximo esplendor, y le da una belleza natural, con abundantes árboles como nogales, chopos, frutales, etc. Un poco más abajo, aguas abajo del Alhama pero ya en Navarra, se une a este río el Añamaza o río de la Vega. 
La zona ha sido declarada por la Unesco reserva de la biosfera el 9 de julio de 2003.

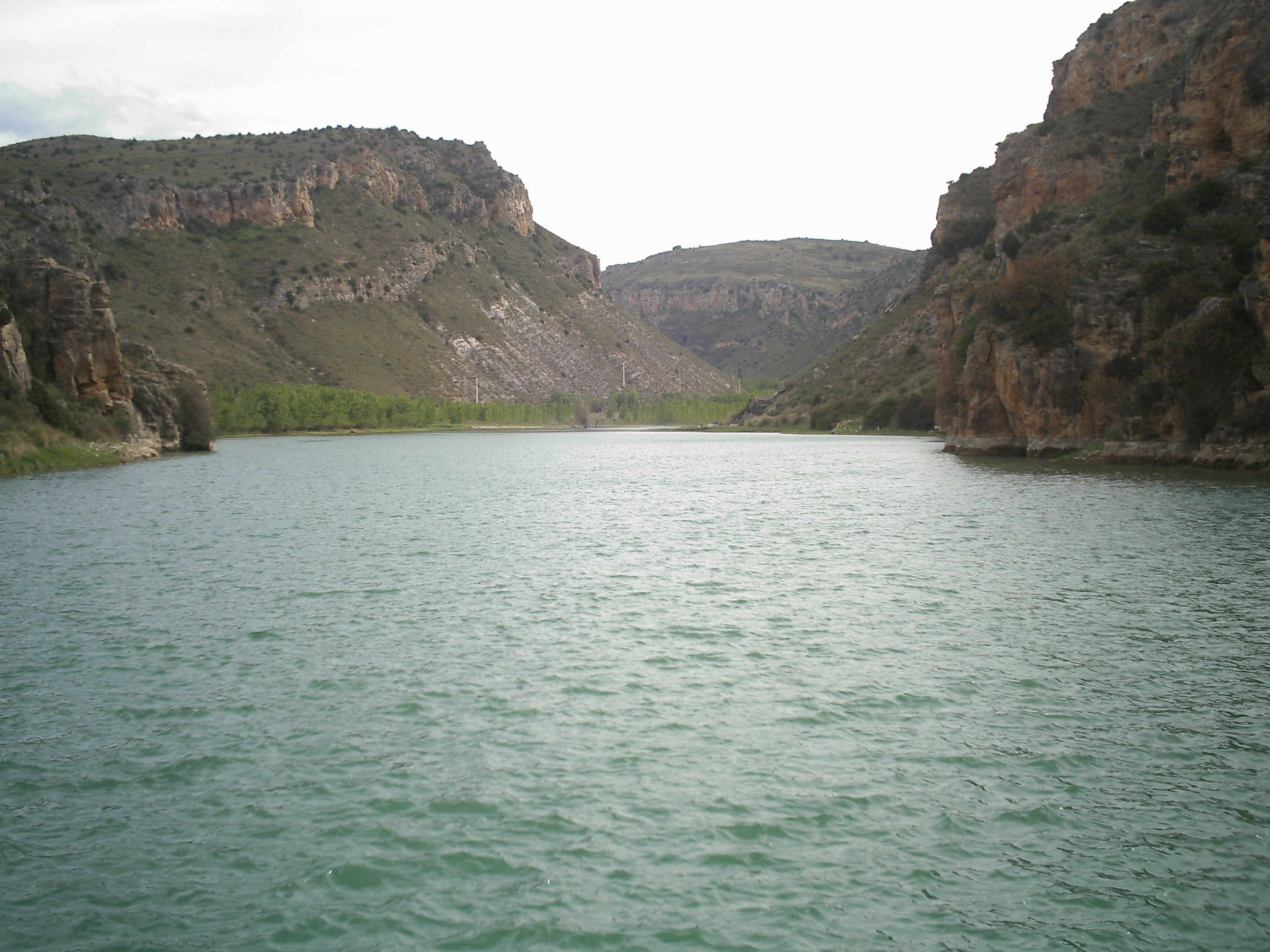
Embalse de Añamaza, cercano a Valdegutur

### Flora y fauna
Los valles de los ríos Alhama, Linares y Añamaza, albergan una de las principales colonias riojanas de buitre leonado. También hay abundantes aves de presa. El espeso matorral mediterráneo da refugio jabalíes y otros mamíferos.

### Comunicaciones
La localidad está situada en el cruce entre las carreteras LR-285 (de Cervera del río Alhama a Fitero) y la LR 289 (carretera a la Fuente de los Cantares, Grávalos y Alfaro). La LR-285 continúa en Navarra como la NA-160. Por cualquiera de estas carreteras se puede acceder. Además hay un camino asfaltado paralelo al río Añamaza o Río de la Vega que comunica Ventas del Baño con Cabretón.

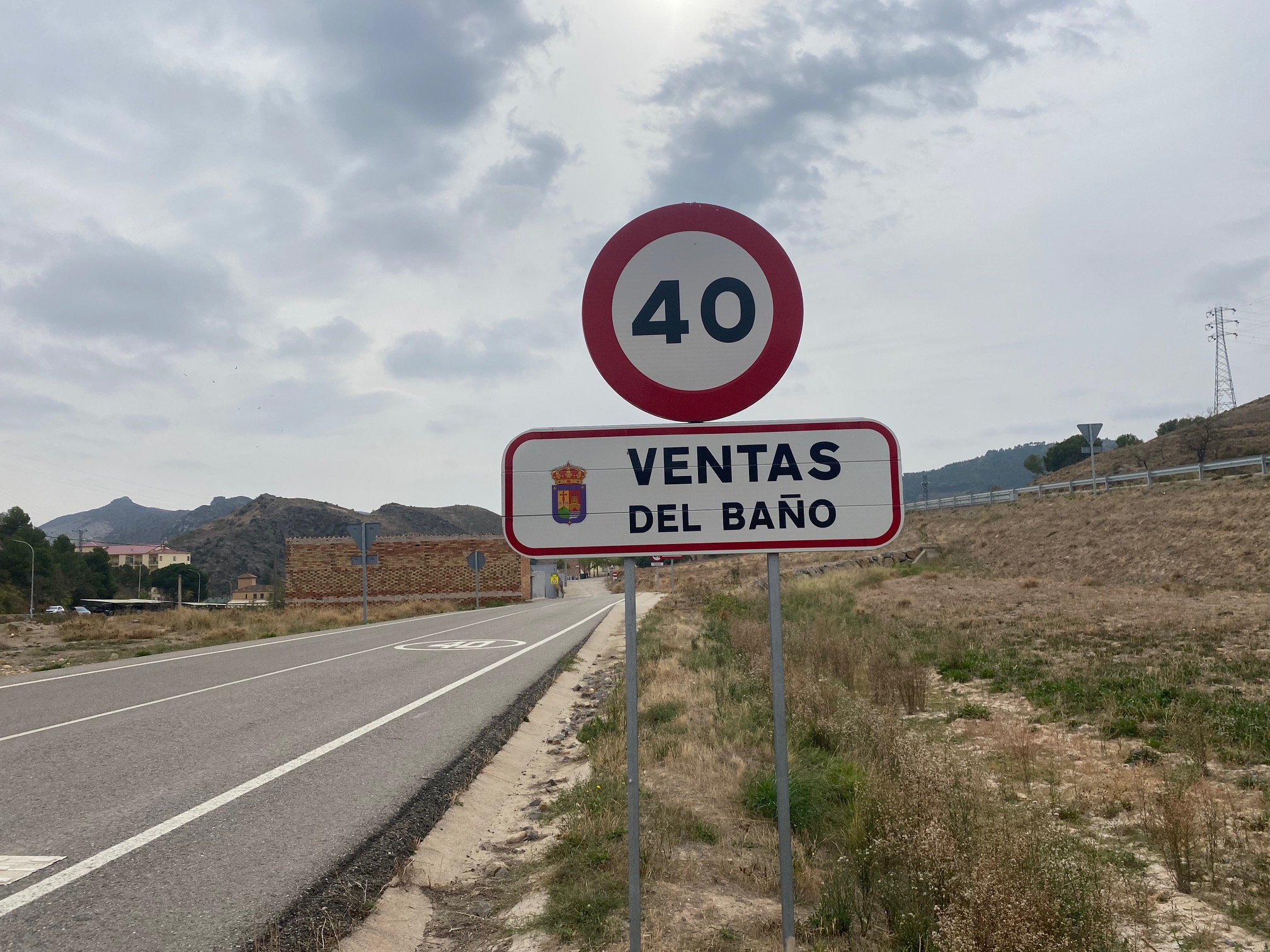
Acceso Norte, por la LR-289

## Demografía
Ventas del Baño (La Rioja) contaba a 1 de enero de 2011 con una población de 42 habitantes, 26 hombres y 16 mujeres.
| Gráfica de evolución demográfica de Las Ventas (La Rioja) entre 2000 y 2010                      |
|                                                                                                  |
| Población de derecho (2000-2010) según los censos de población del INE a 1 de enero de cada año. |

## Cultura

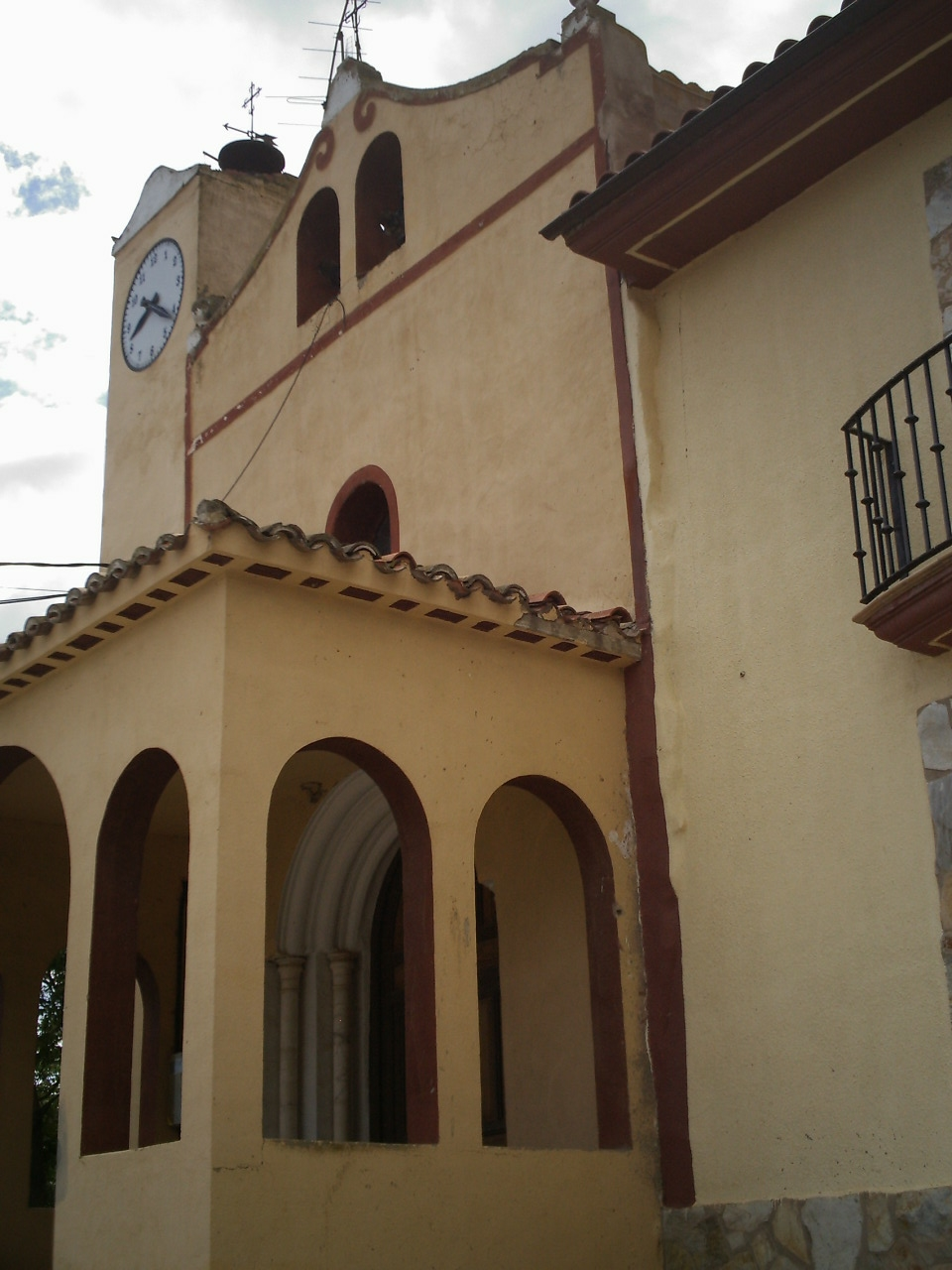
Iglesia de San Pedro

### Senderismo
Los amantes del senderismo disponen de dos pistas acondicionadas:
- El camino verde que enlaza Ventas del Baño con Aguilar del Río Alhama, siguiendo el curso del río Alhama.
- La senda que une Ventas del Baño con Fitero, en Navarra, también siguiendo el trazado del río Alhama.

Además hay otras rutas de senderismo de mayor recorrido pero que pueden hacer los amantes de este deporte:
- Ventas del Baño - Cruz Alto del Baño de Fitero y ermita Virgen de la Soledad
- Ventas del Baño - Cerro del Saco - Albotea - Merina - Monte El Mediano - Camino Verde del Alhama - Morote
- Ventas Del Baño - Incitas Las Navillas-Cabeza Melera - Torrecilla - Peña diciembre y del Can - Monte Rades - Cruz de Monegro
- Ventas del Baño - Nevera-(SL-NA 216-) - Ruinas de Tudején - Río Añamaza - Barnueva - Merina - Cervera del río Alhama - Camino verde del Alhama
- Ventas del Baño - Puente Linares Sanda - Río Linares-Bco. Canejada- Ermita San Esteban -Tolmo - Cno. de Valdelaosa - Vía Verde del Alhama-GR 93-Balneario de la Albotea

### Fiestas y tradiciones
- 29 de junio en honor a San Pedro Apóstol. Se celebra misa solemne y procesión en honor del Santo y también hay encierro de vaquillas, degustaciones y verbenas.

### Curiosidades
A pesar de ser una localidad pequeña, en Ventas del Baño confluyen tres municipios y dos provincias, que forman dos comunidades autónomas uniprovinciales: La Rioja y Navarra. La mayor parte de la población pertenece al municipio de Cervera del río Alhama y está situada en la margen derecha del Barranco del Baño. Sin embargo, hay una pequeña parte en la margen izquierda de dicho Barranco, situada al Norte de la localidad que pertenece al municipio de Alfaro. Esta parte comprende también el ala oeste del Balneario Virrey Palafox. Pero, además, cruzando el puente sobre el Barranco del Baño, en la carretera LR-285/NA-160 nos encontramos con el Balneario Gustavo Adolfo Bécquer y, en la montaña, el Balneario Virrey Palafox. Ambos edificios pertenecen al municipio de Fitero. 

## Economía
Al encontrarse junto al complejo hotelero de los dos balnearios de Fitero, parte de su población trabaja en ellos. Hay también tres restaurantes y una fábrica de calzados, concretamente alpargatas y zapatillas, además de agricultura y ganadería.

## Personas destacadas
En las inmediaciones de esta localidad, en el Balneario Viejo de Fitero, nació en el año 1600 don Juan de Palafox y Mendoza, que llegó a ser arzobispo de Puebla de los Ángeles (México) y Virrey de la Nueva España.
El poeta romántico Gustavo Adolfo Bécquer pasearía por Ventas del Baño durante sus periodos de estancia en el Balneario de Fitero. Él mismo cuenta en una de sus leyendas cómo le gustaba pasear y charlar con los campesinos de la zona para que le contasen leyendas e historias antiguas. Una de estas leyendas es la Cueva de la Mora.